# Arthur Hiller (Fußballspieler)
Arthur „Ille“ Hiller (in Aufstellungen auch Hiller II; * 3. Oktober 1881 in Pforzheim; † 14. August 1941 ebenda) war ein deutscher Fußballspieler. Er spielte für den 1. FC Pforzheim und bestritt vier Länderspiele für die A-Nationalmannschaft.

## Karriere

### Vereine
Hiller spielte ab 1898 in der ersten Mannschaft des 1. FC Pforzheim, dem Club aus dem Brötzinger Tal. Gemeinsam mit seinem älteren Bruder Wilhelm, der als linker Verteidiger in der Defensive zum Einsatz kam, zog er 1906 mit dem FC in das Finale um die deutsche Fußballmeisterschaft in Nürnberg gegen den VfB Leipzig ein. Leipzig gewann das Spiel mit 2:1 Toren. Zuvor hatte Pforzheim mit einem 5:3-Sieg gegen den FC Hanau 93 die Süddeutsche Meisterschaft errungen.

### Auswahl-/Nationalmannschaft

Hiller (2. v. r.) und Mitspieler des 1. FC Pforzheim; Süddeutscher Meister 1906

Als der DFB im Jahre 1908 seine ersten drei offiziellen Länderspiele bestritt, war Hiller in allen drei Begegnungen dabei. Er ging als erster Mannschaftskapitän in die Geschichte der A-Nationalmannschaft ein. Beim Debüt am 5. April 1908 in Basel gegen die Schweizer Nationalmannschaft war er als Mittelläufer und Spielführer im Einsatz. Als der Nationalmannschaft ein Jahr später, am 4. April 1909 in Karlsruhe, mit dem 1:0 gegen die Schweiz der erste Sieg gelang, absolvierte der Pforzheimer sein viertes und letztes Länderspiel. Die Läuferreihe spielte in der Besetzung Karl Burger, Josef Glaser und Arthur Hiller.
Ferner bestritt er als Spieler der Auswahlmannschaft des Verbandes Süddeutscher Fußball-Vereine das am 25. Mai 1911 in Berlin mit 2:4 nach Verlängerung verlorene Finale um den Kronprinzenpokal gegen die Auswahlmannschaft des Norddeutschen Fußball-Verbandes.

## Erfolge
- Süddeutscher Meister 1906
- Meister Gau Mittelbaden 1906
- Kronprinzenpokal-Finalist 1911 (mit der Süddeutschen Verbandsauswahl)
- Zweiter der Deutschen Meisterschaft 1906 (mit dem 1. FC Pforzheim)

## Sonstiges
Arthur Hiller war der Onkel von Marius Hiller (Hiller III).